# Polska na Zimowym Pucharze Europy w Rzutach 2007
Polska na Zimowym Pucharze Europy w Rzutach 2007 – reprezentacja Polski podczas zawodów, które odbyły się 17 i 18 marca w Jałcie, liczyła ośmioro zawodników. 

## Występy reprezentantów Polski

### Mężczyźni
- Pchnięcie kulą
  - Jakub Giża z wynikiem 19,06 zajął ostatecznie 6. miejsce (4. miejsce w grupie A)
  - Dominik Zieliński z wynikiem 18,82 zajął ostatecznie 7. miejsce (3. miejsce w słabszej grupie B)

- Rzut dyskiem
  - Piotr Małachowski z wynikiem 65,06 zajął 2. miejsce 
  - Michał Hodun z wynikiem 59,73 zajął 7. miejsce (2. miejsce w słabszej grupie B)

### Kobiety
- Rzut dyskiem
  - Joanna Wiśniewska z wynikiem 57,19 zajęła 8. miejsce
  - Żaneta Glanc z wynikiem 52,87 zajęła 12. miejsce

- Rzut młotem
  - Katarzyna Kita z wynikiem 59,50 zajęła 22. miejsce

- Rzut oszczepem
  - Urszula Jasińska z wynikiem 57,54 zajęła 5. miejsce